# عبد العزيز دقماق
عبد العزيز عبد اللطيف دُقماق (1936 - 14 ديسبمر 2014) شاعر ومحامي سوري. ولد في جزيرة أرواد القريبة من طرطوس. مجاز في الحقوق من جامعة حلب، 1965. تنقّل بين الحقلين التدريسي والثقافي، فعمل مدرّسًا مدّة، ثم مديرًا لعدد من المراكز الثقافيّة في سوريا، ثم تفرّع للمحاماة. نشر شعره في الصحف والمجلات السورية والعربية وله عدة دواوين شعرية مطبوعة. كان عضوًا في جمعية الشعر في اتحاد الكتاب العرب. توفي في طرطوس. 

## سيرته
ولد عبد العزيز بن عبد اللطيف دقماق سنة 1355 هـ/ 1936 م في جزيرة أرواد القريبة من طرطوس ونشأ بها. كان والده الموظف المكلف لمنارة أرواد القديمة. حصل على الشهادة الثانوية في 1955، ثم على شهادة الليسانس في الحقوق من جامعة حلب 1965. عمل معلمًا في مدرسة أوراد الابتدائية، ثم مدرّسًا لمادة للرياضيات في ثانوية الشيخ سليمان الأحمد الخاصة في كلماخو، وفي إعدادية شكري القوتلي في جسر الشغور. 

عُيّن مديرًا للمركز الثقافي العربي بالمعرة في 1961، ثم مديرًا للمركز الثقافي في إدلب في 1968، فمديرًا للمركز الثقافي في صافيتا في 1970 وبقي فيه حتى 1984. اشتغل محاميًا بعده، وكان عضو منتخب لمجلس محافظة طرطوس من 1983. 

توفي عبد العزيز دقماق في 14 ديسبمر 2014/ 22 صفر 1436 في طرطوس. وفي 23 يناير 2016، أقام فرع اتحاد الكتاب العرب بطرطوس، حفل تأبين بمناسبة مرور أربعين يومًا على رحيله. 

## شعره
نظم أولى قصائده في 1954 ونشره في 1958. ثم توالى النشر في الصحف والمجلات العربية منهم مجلة الحوادث اللبنانية، وجريدة المختار السورية، والثورة، وتشرين، وأسامة، والبعث. طبعت أول ديوانه بعنوان قصائد للوطن والثورة في 1981.

## حياته الشخصية
عاش معظم حياته في طرطوس ومسقط رأسه جزيرة أرواد، وكان الدليل السياحي بها. 

## أوسمة وجوائز
- 1982: شهادة تقدير في منظمة اتحاد شبيبة الثورة.
- 2004: شهادة تقدير في مجلس المحافظة في طرطوس.
- 2008: شهادة تقدير من وزير الثقافة.[1]

## مؤلفاته
من دواوينه الشعرية:
- قصائد للوطن والثورة، 1981
- الإبحار، 1997
- والبحر أيضاً بكى، 2001
- وبكى الشراع، 2007